# ジム・タッカー
ジム・タッカー（Jim B. Tucker）は児童精神科医であり、「生まれ変わり」や「転生」現象の研究者である。

## 略歴
アメリカ合衆国のヴァージニア大学にて児童精神医学を専攻する。後に、同大学の精神科主任教授であるイアン・スティーヴンソンの「子どもの前世記憶」に関する研究に関心を抱くと、1996年よりヴァージニア大学医学部精神科の研究室にて、その研究に従事する。イアン・スティーヴンソンが2002年にリタイアしたため、現在はジム・タッカーが同研究室を引き継ぐ形となっている。

## 「生まれ変わり」現象の研究
前世記憶を持つと思しき子供たちの約1100例にわたる事例研究のデータと、かつスティーヴンソンらにより行われた研究を踏まえたうえで、ジム・タッカーは以下の仮説を検討した。

### 作話説
子ども、その家族、あるいは研究者自身が嘘をついているという仮説である。
しかしタッカーが調査した殆どのケースでは、子供と家族にはそうした嘘をつく動機が存在しなかった。家族自身にとっても、嘘を演じる主演者に、幼い子供たちを充てるのは得策とは言えない。家族だけではなく、近隣の住人の多くが証言に関わっていたケースでは、そうした者たち全員が詐欺的行為に関わっていたと想定せねばならない。こうした理由からタッカーは作話説を否定している。
研究者自身の詐欺説については以下のように指摘している。『仮に詐欺的行為があったとすれば、研究に際して不正を働く傾向をこれまで一度も見せたことの無い複数の専門家(研究者6名)が、その不正に深くかかわっていた、と考えねばならないだろう』

### 偶然の一致説
「アメリカ本土には、前世の記憶をもつと自称しつつも、実際は偽の記憶をもっている子供たちがたくさんいる、と仮定する。その中で、たまたま偽記憶が現実に一致した例をヴァージニア大学の研究室が調査したのではないか」という疑念がでている。
ハートフォードシャー大学の心理学者リチャード・ワイズマンは、数名の子供たちに「前世についての物語」を空想するよう指示し、その子が語った内容とたまたま一致する死に方をした者を探し出す実験を行った。その研究は正式に発表されなかったが、TVプログラムのドキュメンタリーでワイズマンは「ケイティとロージーの事例」を公表した。ある少女は「ケイティ」という3歳の少女が、前世で怪物に噛まれて死んだという物語を空想した。ワイズマンが新聞のバックナンバーを辿り調べたところ、3歳で誘拐殺人に巻き込まれ殺害された「ロージー」という少女の記録が見つかった。ロージーは髪が赤く、瞳が青く、花模様のピンクの洋服を着ており、海の近くに暮らしていた、という点で少女の空想と一致していた。
こうした説に対しタッカーは、遠隔地の複数の固有名詞を一致させた例（「前世」に関係した者の25名の名前や人格を言い当てた子供などの例）を挙げた上で、そうした偶然があり得ない、と否定している。
上記のリチャード・ワイズマンの研究は次の事を示唆している。「子供たちが前世を想像した際には、怪物などの空想的要素が混ざってくる」「単に子供が空想的な前世を述べたというだけでは、家族がわざわざ調査に乗り出す事は無い」という点である。

### 子供の記憶錯誤説
子供たちが肉親や近隣の会話をたまたま耳にしており、遠隔地にいる者の情報をそこで得たうえで、前世の記憶と混同した、という解釈である。子供と前世の人格が同一家族に属する場合、この可能性が高くなる。
しかしタッカーは個々のケースを調査したうえで、遠隔地のマイナーな情報を、子供たちが通常の伝聞で得たうえで、幼い記憶力で細かく記憶していた可能性は低い、と判断している。そして子供たちが遠隔地にいる他人の情報と自分を同一視する理由も見当たらない、と指摘している。

### 情報提供者の記憶錯誤説
両親やその近隣者が、子供たちの証言を誤って記憶し、それを研究者に伝えたのではないかとする説である。特に生まれ変わり信仰を持つ文化圏では、生まれ変わりを証明したいという動機が人々にあるため、ある種の「誇張」が行われやすいと考えられる。
タッカーはこの仮説について「最も脈がありそう」だ、と断った上で否定している。タッカーによれば、両親や近隣者により子供の前世が特定される前に、既に第三者による調査で前世が突き止められていた例があるという。この場合、両親らによる誇張が挟まれた余地は無い事になる。また子供たちは前世の記憶を自信をもって周りに話すため、その証言を複数の者が記憶している場合が多い。こうしたケースの場合、多数の者が偶然に同じような記憶錯誤をしたと想定せねばならないが、それは無理がある。子供の持つ先天的な欠損が、前世の記憶と一致するケースがある事からも、この説は考えにくい。
アジアにある特定の文化圏の生まれ変わり信仰が、証言に影響を及ぼす可能性は否定できないが、その場合アメリカ合衆国においても同様の証言がある事が説明しにくい。アメリカの事例では両親が生まれ変わりを信じていない事が多い。
オーストラリアの心理学者ユルゲン・カイルやシボ・スハウテン(Schouten,S.A)は、イアン・スティーヴンソンにより20年前に収集された事例の追跡調査を行った。その結果、最初の調査より時間が経過していたため、それぞれの事例の説得力は弱くなっていた。しかし証人が出来事を不正確に歪めて記憶していた、という傾向も見られなかった。

### 遺伝的記憶説
遺伝子を通じて、記憶が親から子供に受け継がれるのではないか、と言う仮説である。
しかし、タッカーは子供が証言する「前世」の記憶は、現在の人格と血縁でつながっていない場合が多いと指摘し、この説を否定している。

### ESP仮説
子どもたちが何らかの超能力を発揮して遠隔地の情報を言い当てたとする仮説である。この場合、前世の存在は否定されることになる。
しかしこの説では、子供たちが遠隔地にいる第三者の情報を知る事は出来ても、その第三者と自分を一致させる傾向にある事の説明が出来ない。子供たちが語る前世との同一感は非常に強い。また子供の持つ先天的な欠損が、前世の記憶と一致するケースも説明し辛い。加えて、子供たちが日常における他の点についてはそうした超能力を発揮する事が無い点も疑問である。

### 憑依説
前世の記憶ではなく、霊的な何かが子供たちに宿り記憶を語ったという解釈である。
しかし憑依の場合、子供たちに大きな人格変化が起こり、前世の記憶を語る際には「今世の記憶」や技能を失うのが自然と考えられるが、そうした傾向は見られていない。

### 生まれ変わり説
タッカーは以下のように述べている。『個々の事例については、かなり入り組んだ説明になってしまうとしても通常仮説を繋ぎ合わせて無理やり辻褄を合わせることも出来ようが、(生まれ変わり)現象を全体として眺めると、その説明は意味を失ってしまう。過去生の主張が先に来る事例もあれば、行動が先に来る事例もある。どちらの場合でも、通常仮説で説明するのが困難なほど極端な行動が観察される場合が少なくないので、この現象を全体的に説明する仮説はあり得ない。一方の事例群に対する説明が、もう一方の事例群とは正反対になってしまうのだ。』
タッカーによれば、こうした「通常仮説」を全て検討して棄却した結果、最終的に最も妥当な解釈として残るのが「生まれ変わり説」である。この説を採用する事で、子供たちがもつ原因不明の恐怖症や先天的欠損、母斑、妙な嗜好や性転換傾向、一卵性双生児の気質の違いなどを自然に説明できる。
また子供によっては、「前世」で死亡してから今世に生まれるまでの中間生の記憶を持っている場合がある。そうした「幕間記憶」をもつ子供たちが証言する「前世」の記憶は、その記憶を持たない子供より正確な傾向がある。
一部の人に前世があるとしても「すべての人間が『生まれ変わり』を経験しているとは言えない」としている。

## 著作
- 転生した子どもたち　ヴァージニア大学40年の「前世」研究 (2006年) 日本教文社[3]

Life Before Life: Children's Memories of Previous Lives (2005)
- リターン・トゥ・ライフ　前世を記憶する子供たちの驚くべき事例 (2008年) ナチュラルスピリット[4]

Return to Life: Extraordinary Cases of Children Who Remember Past Lives (2008)
- Before: Children's Memories of Previous Lives (2021)